# كينت كارلسون (متسابق يخت)
كينت كارلسون هو متسابق يخت سويدي، ولد في 23 أغسطس 1951.

## وصلات خارجية
- كينت كارلسون على موقع أوليمبيديا (الإنجليزية)
- كينت كارلسون على موقع اللجنة الأولمبية السويدية (السويدية)